# Heinrich Philipp Loesch

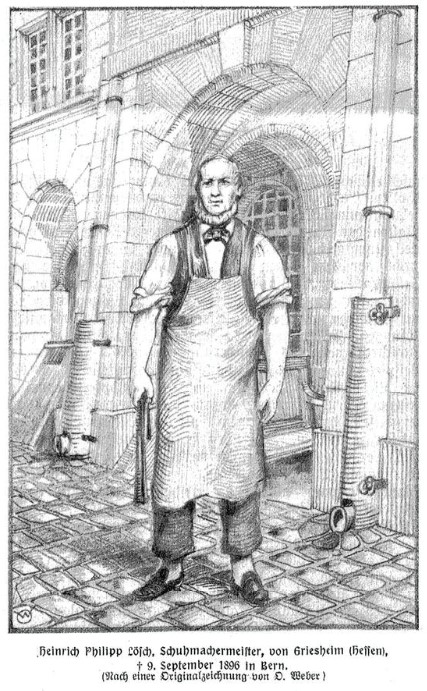
Heinrich Philipp Loesch

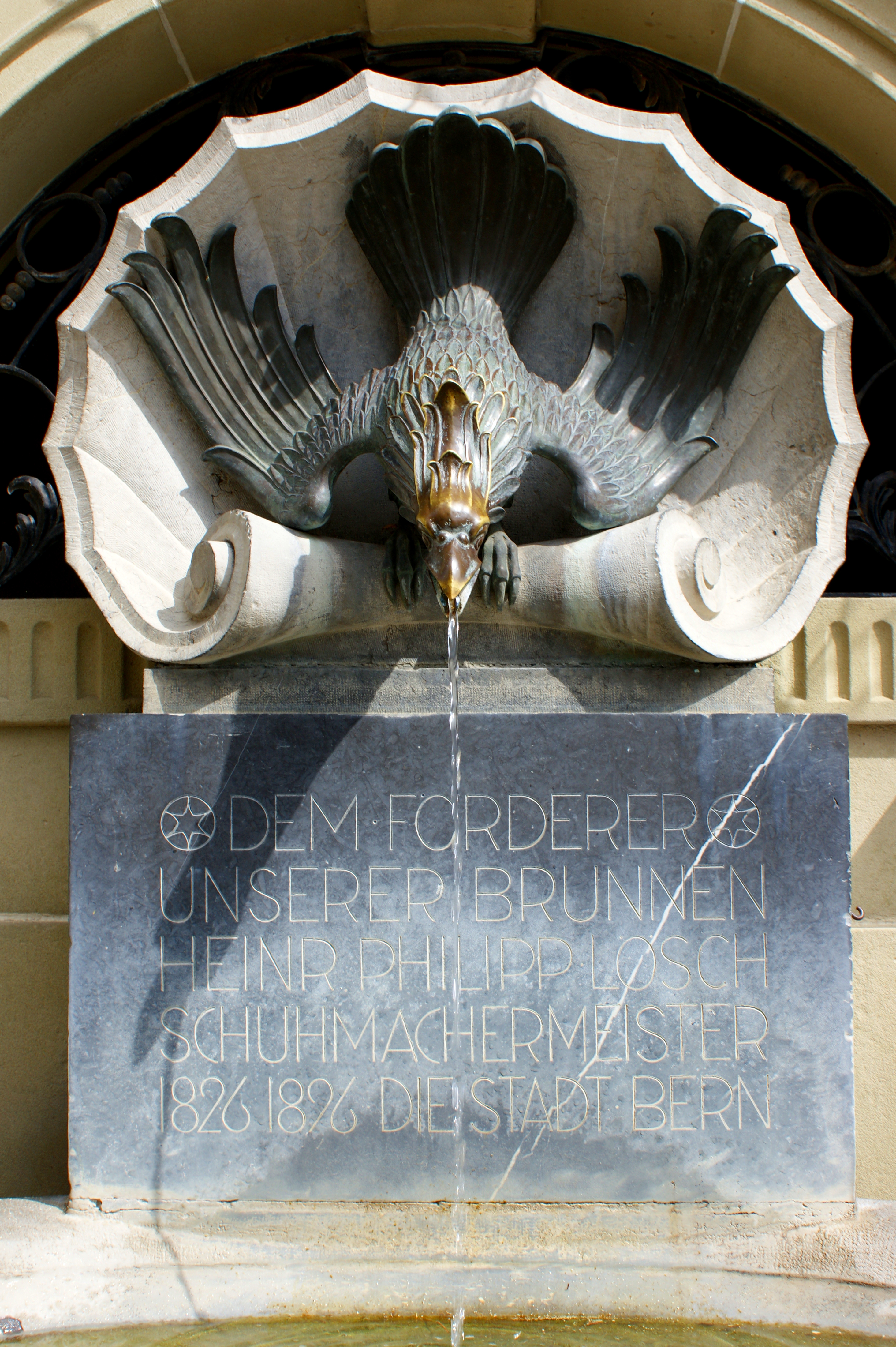
Lösch-Brunnen Bern

Heinrich Philipp Loesch (* 1826 in Griesheim; † 9. September 1896 in Bern) war ein Schuhmachermeister und Brunnen-Stifter.

## Leben und Werk
Loesch war mit einer Bernerin verheiratet. Als Schuhmachermeister hatte er an der Gerechtigkeitsgasse 69 in Bern seine Werkstatt. Als nichteingebürgerter, kinderloser und vermögender Witwer – er besass in Bern die Liegenschaft an der Postgasse 26 – setzte er am 14. Dezember 1888 die Einwohnergemeinde Bern zu seiner Alleinerbin ein, mit der Bestimmung, dass die Zinserträge aus dem Vermögen zur Instandhaltung bzw. Restauration der monumentalen Brunnen in Bern und Brunnenbilder der Stadt verwendet werden. Das Testament setzte der Sohn von Karl Howald auf.
1927 wurde nach einem Entwurf von Karl Indermühle westlich des Hauses Münstergasse 3 in Bern ein Brunnen mit einem Phönix als Wasserspeier geschaffen, der als «Lösch-Brunnen» an Heinrich Philipp Loesch erinnert.